# Aleš Kotalík
Aleš Kotalík (* 23. Dezember 1978 in Jindřichův Hradec, Tschechoslowakei) ist ein ehemaliger tschechischer Eishockeyspieler und derzeitiger -trainer, der im Verlauf seiner aktiven Karriere zwischen 1997 und 2014 unter anderem 576 Spiele für die Buffalo Sabres, Edmonton Oilers, New York Rangers und Calgary Flames in der National Hockey League auf der Position des Flügelstürmers bestritten hat. Seit Oktober 2017 ist er als Assistenztrainer bei seinem Stammverein HC České Budějovice in der tschechischen Extraliga tätig, bei dem er seine aktive Spielerkarriere beendet hatte.

## Karriere
Aleš Kotalík stammt aus dem Nachwuchs des HC České Budějovice und spielte über viele Jahre hinweg für diesen Verein – zunächst in der U18-Extraliga, dann in der U20-Extraliga und später bei den Profis in der Extraliga. Unterbrochen wurde diese Vereinstreue durch eine Spielzeit beim HC Hamé Zlín und fünf Spiele für den HC Vajgar Jindřichův Hradec aus seiner Geburtsstadt. Der gelernte Flügelstürmer und Rechtsschütze wurde schließlich beim NHL Entry Draft 1998 von den Buffalo Sabres aus der National Hockey League in der sechsten Runde an 164. Stelle ausgewählt.
Zur Spielzeit 2001/02 wurde Kotalík von den Sabres nach Nordamerika geholt, um für deren Farmteam, die Rochester Americans, in der American Hockey League zu spielen. Am 12. November 2001 betrat er das erste Mal das Eis in der NHL und konnte eine Torvorlage zum 5:3-Sieg über die Florida Panthers beisteuern. In derselben Saison absolvierte er insgesamt 13 Spiele in der NHL und erreichte vier Scorerpunkte. Am 19. März 2002 konnte er im Spiel gegen die Ottawa Senators sein erstes NHL-Tor erzielen. 
In der folgenden Saison konnte sich der Tscheche im Team der Sabres etablieren und absolvierte 68 Spiele. Er beendete die Saison mit der zweithöchsten Torausbeute des Teams und war der viertbeste Rookie der ganzen NHL mit 35 Scorerpunkten. Außerdem wurde er im Januar 2003 als NHL-Rookie des Monats ausgezeichnet. In seinem dritten NHL-Jahr kam er auf 62 Spiele, in denen er 15 Tore erzielte und weitere 21 vorbereitete. Während des Lockouts in der NHL-Saison 2004/05 spielte Aleš Kotalík in seiner Heimat für den tschechischen Club Bílí Tygři Liberec in der Extraliga, kehrte zur Spielzeit 2005/06 aber nach Buffalo zurück, wo er seine produktivste Saison mit 25 Toren und 37 Assists erreichte. Es folgten drei weitere Spieljahre bei den Buffalo Sabres, ehe er im März 2009 kurz vor dem Auslauf seines Dreijahres-Vertrags im Tausch für ein Zweitrunden-Wahlrecht im NHL Entry Draft 2009 an die Edmonton Oilers abgegeben wurde.
Für die Oilers bestritt der Stürmer lediglich 19 Spiele, da sich beide Parteien im Sommer nicht auf eine Verlängerung des Arbeitsverhältnisses einigen konnten. Der Free Agent unterschrieb stattdessen einen neuen Dreijahresvertrag bei den New York Rangers. Die in ihn gesetzten Erwartungen konnte Kotalík bis zum Februar 2010 jedoch nicht erfüllen und wurde daher gemeinsam mit Christopher Higgins zu den Calgary Flames transferiert. Im Gegenzug erhielten die Rangers Brandon Prust und Olli Jokinen. Auch in Calgary fand der Angreifer auf Dauer keine sportliche Heimat. Am 25. Juni 2011 gaben ihn die Flames gemeinsam mit Robyn Regehr und einem Zweitrunden-Wahlrecht im NHL Entry Draft 2012 im Austausch für Chris Butler und Paul Byron an die Buffalo Sabres ab. Nachdem er sich im Trainingscamp keinen Platz für den NHL-Kader seines Ex-Trams erspielen konnte, wechselte er zur Saison 2011/12 zu seinem Stammverein HC České Budějovice in die tschechische Extraliga.
Dort absolvierte Kotalík noch drei Spielzeiten, davon die letzte nach dem Verkauf der Extraliga-Lizenz im Frühjahr 2013 in der zweitklassigen 1. Liga, ehe er seine aktive Karriere beendete. In der Folge blieb der Tscheche seinem Stammverein aber treu. Zunächst arbeitete er in der Saison 2016/17 als Assistent des General Managers, anschließend wurde er zu Beginn der Saison 2017/18 Assistenztrainer des Zweitligisten.

### International
Für sein Heimatland spielte Kotalík erstmals im Rahmen der Junioren-Weltmeisterschaft 1998, bei der er mit dem Team den vierten Platz belegte. Für die Herrenauswahl kam der Stürmer erstmals in der Saison 2000/01 im Rahmen der Euro Hockey Tour zu Einsätzen. Im Februar 2006 war er Teil des tschechischen Kaders bei den Olympischen Winterspielen im italienischen Turin. Dort errang er mit der Mannschaft die Bronzemedaille, nachdem er zu vier Turniereinsätzen gekommen war. Des Weiteren spielte er bei den Weltmeisterschaften 2008 und 2009. Seine letzten Einsätze für sein Heimatland hatte er bei der Euro Hockey Tour in der Spielzeit 2011/12.

## Erfolge und Auszeichnungen
- 2003 NHL-Rookie des Monats Januar
- 2006 Bronzemedaille bei den Olympischen Winterspielen

## Karrierestatistik

### International
Vertrat Tschechien bei:
- Junioren-Weltmeisterschaft 1998
- Olympischen Winterspielen 2006
- Weltmeisterschaft 2008
- Weltmeisterschaft 2009

(Legende zur Spielerstatistik: Sp oder GP = absolvierte Spiele; T oder G = erzielte Tore; V oder A = erzielte Assists; Pkt oder Pts = erzielte Scorerpunkte; SM oder PIM = erhaltene Strafminuten; +/− = Plus/Minus-Bilanz; PP = erzielte Überzahltore; SH = erzielte Unterzahltore; GW = erzielte Siegtore; 1 Play-downs/Relegation; Kursiv: Statistik nicht vollständig)